# Eckhard Höpfner
Eckhard Höpfner (* 1. September 1960) ist ein ehemaliger deutscher Fußballspieler. Er war Abwehrspieler.
Höpfner bestritt in der Saison 1980/81 ein Spiel für den SC Herford in der 2. Bundesliga Nord: Am 42. und letzten Spieltag, als Herford 0:3 bei Alemannia Aachen verlor, wurde er in der 60. Minute beim Stand von 0:2 für Bodo Wehmeier eingewechselt.
Diese Partie blieb Höpfners einziges Spiel in einer Profiliga. Am Saisonende belegte Herford den 16. Tabellenplatz.